# Вальєр (Монтана)
Вальєр (англ. Valier) — місто (англ. town) в США, в окрузі Пондера штату Монтана. Населення — 530 осіб (2020).

## Географія
Вальєр розташований за координатами 48°18′19″ пн. ш. 112°15′9″ зх. д. / 48.30528° пн. ш. 112.25250° зх. д. (48.305196, -112.252424).  За даними Бюро перепису населення США в 2010 році місто мало площу 2,38 км², уся площа — суходіл. В 2017 році площа становила 2,24 км², уся площа — суходіл.

## Демографія
Згідно з переписом 2010 року, у місті мешкало 509 осіб у 234 домогосподарствах у складі 138 родин. Густота населення становила 214 особи/км².  Було 284 помешкання (119/км²).
Расовий склад населення:
| - 87,4 % — білих - 8,1 % — корінних американців - 0,6 % — азіатів |

До двох чи більше рас належало 3,9 %. Частка іспаномовних становила 1,0 % від усіх жителів.
За віковим діапазоном населення розподілялося таким чином: 21,8 % — особи молодші 18 років, 56,8 % — особи у віці 18—64 років, 21,4 % — особи у віці 65 років та старші. Медіана віку мешканця становила 47,3 року. На 100 осіб жіночої статі у місті припадало 92,8 чоловіків;  на 100 жінок у віці від 18 років та старших — 90,4 чоловіків також старших 18 років.
Середній дохід на одне домашнє господарство  становив 57 904 долари США (медіана — 45 000), а середній дохід на одну сім'ю — 73 936 доларів (медіана — 66 375). За межею бідності перебувало 7,8 % осіб, у тому числі 10,5 % дітей у віці до 18 років та 12,2 % осіб у віці 65 років та старших.
Цивільне працевлаштоване населення становило 234 особи. Основні галузі зайнятості: роздрібна торгівля — 18,4 %, освіта, охорона здоров'я та соціальна допомога — 15,8 %, сільське господарство, лісництво, риболовля — 15,8 %.